# Eagle (Colorado)
Pour les articles homonymes, voir Eagle.
La ville d'Eagle est le siège du comté d'Eagle, situé dans le Colorado, aux États-Unis.
Selon le recensement de 2010, Eagle compte 6 508 habitants. La municipalité s'étend sur 4,61 milles carrés (11,94 km2).
D'abord appelée Castle puis McDonald, la ville prend le nom d'Eagle en référence à son comté.
Il est desservi par aéroport de Vail-comté d'Eagle.

## Démographie
| 1900 | 1910 | 1920 | 1930 | 1940 | 1950 |
| ---- | ---- | ---- | ---- | ---- | ---- |
| 124  | 186  | 358  | 341  | 518  | 445  |

| 1960 | 1970 | 1980 | 1990  | 2000  | 2010  |
| ---- | ---- | ---- | ----- | ----- | ----- |
| 546  | 790  | 950  | 1 580 | 3 032 | 6 508 |